# Вовнянка (село)
Вовня́нка — село в Україні, у Миргородській міській громаді Миргородського району Полтавської області. Населення становить 456 осіб. Колишній орган місцевого самоврядування — Вовнянська сільська рада.

## Географія
Село Вовнянка знаходиться на березі річки Вовнянка, вище за течією на відстані 2,5 км розташоване село Широка Долина, нижче за течією на відстані 1,5 км розташоване село Мар'янське. Поруч проходить автомобільна дорога Т 1710. За 2 км від села розташований Миргородський аеродром.

## Економіка
- Молочно-товарна ферма.
- «Лан», ПП.
- «Садиба родини Блонських», органічна ферма.

## Об'єкти соціальної сфери
- Школа І-ІІ ст. (на даний час закрита)

## Особистості
В поселенні народились:
- Олексієнко Микола Іванович (1945—1998) — український скульптор.
- Сіробаба-Климко Віра Іванівна (нар. 1948) — українська художниця.